# Talladżar
Talladżar (arab. تلعجار) – wieś w Syrii, w muhafazie Aleppo. W 2004 roku liczyła 858 mieszkańców.